# Antonius van Loon
Antonius van Loon (Arnhem, Gelderland, 25 de juny de 1888 – Arnhem, 3 de novembre de 1962) va ser un esportista neerlandès que va competir a començaments del segle xx. Especialista en el joc d'estirar la corda, guanyà la medalla de plata als Jocs Olímpics de 1920 a Anvers. Era germà del també esportista Willem van Loon.